# Пантомима
Пантомимата (от гръцки: παντόμῑμος [пантомимос] – подражаващ на всичко) е театрално представление, в което художественият образ се изгражда без думи – с мимика, жестове и ритмични движения.

## История
Този вид театрално изкуство съществува от древни времена. Например в Древен Рим представлява солов драматичен танц с митологичен сюжет. 
Става доминиращ театрален жанр в Римската империя, макар и с различен прием според императора: Траян прогонва мимовете; Калигула ги покровителства; Марк Аврелий ги прави свещеници на Аполон, Нерон играе като мим.
Отличавана е от другите жанрове с отсъствието на маски и с участието на актьори и актриси.

## Мимове
Изпълнителите в пантомиманата, наричани мимове (от гръцки: μῖμος [мимос] – имитатор, актьор), обикновено имат бял грим на лицето и бели ръкавици.
Сред най-известните мимове са Марсел Марсо и Жан-Луи Баро от Франция. Към мимовете е причисляван и комикът Чарли Чаплин.